# Lúcio Flávio Fímbria
Lúcio Flávio Fímbria (em latim: Lucius Flavius Fimbria) foi um senador romano da gente Flávia nomeado cônsul sufecto para o nundínio de julho a agosto de 71 com Caio Atílio Bárbaro. De família nobre republicana, era descendente de Caio Flávio Fímbria, cônsul em 104 a.C.. Presume-se que seu consulado tenha ocorrido por um desejo do imperador Vespasiano (que se chamava Tito Flávio Vespasiano), que não era parente seu, de sugerir que sua própria ascendência também era de uma antiga família republicana. E assim, uma pessoa relativamente insignificante na época tornou-se cônsul.